# Постмодерен джубокс
Постмодерен джубокс, също широко известен с инициализма PMJ, е ротационен музикален колектив, основан от аранжора и пианист Скот Брадли през 2011 г. „Постмодерен джубокс“ е известен с това, че преработва популярната модерна музика в различни ретро жанрове, особено форми от началото на 20-ти век като суинг и джаз. „Постмодерен джубокс“ има над 1,4 милиарда гледания Ютюб и 5 милиона абонати.
Всяка седмица постмодереният джубокс пуска ново видео в Ютюб. Въпреки че първоначално повечето са заснети небрежно в хола на Брадли, декорите стават все по-сложни с времето. Групата има кавъри на песни от изпълнители, вариращи от Лейди Гага и „Строкс“ до Кейти Пери и Уайт Страйпс. От началото си като малка група приятели, правещи музика в мазе в Куинс, Ню Йорк, постмодереният джубокс включва 70 различни изпълнители и обиколи шест континента.

## Турнета
На 24 февруари 2016 г. „Постмодерен джубокс“ свирят на откриването на Международния джаз фестивал в Дубай, заедно със Стинг, Тото, Крис Боти и Дейвид Грей.
Турнето през 2016 г. включва три континента:
1. Европейско турне от 75 дати, започващо на улица в Дъблин, Ирландия, завършващо на 3 юни 2016 г. в Атина, Гърция.[4]
2. Турне в 16 града в Австралия/Нова Зеландия, което стартира на 29 август 2016 г. в Крайстчърч, завършвайки на 20 септември 2016 г. в Концертната зала Пърт.[5]
3. есенно турне в Северна Америка с 45 спирки, което започва на 29 септември 2016 г. в Провидънс, Роуд Айлънд, и завършва на 27 ноември 2016 г. в Меса, Аризона.[6]

Турнето през 2017 г. включва едновременни дати в Европа и САЩ, с две отделни „групи“ от музиканти.
„Постмодерен джубокс“ прави първото си посещение в Южна Америка през август 2017 г., с четири дати в Бразилия и една в Аржентина.
През април 2018 г. „Постмодерен джубокс“ правят своя дебют в Африка, като се представят на фестивал в Тунис. и в Мароко на фестивала Jazzablanca , отбелязвайки шестия континент, на който са участвали.
Май 2018 концерт в София, България – НДК